# Antoni Matheus
Antoni Matheus (ur. 13 grudnia 1905 r. w Poznaniu, zm. 8 sierpnia 1992 w Gdańsku) – polski pilot szybowcowy i samolotowy.
Współzałożyciel oraz kierownik Aeroklubu Gdańskiego w latach 1929–1939, 1946–1948.
Nestor nowo powstałego Aeroklubu Gdańskiego z siedzibą na lotnisku w Rumi.
Należał do Polskiej Korporacji Akademickiej Gedania.